# Sindaci di Brescia
Di seguito l'elenco cronologico dei sindaci di Brescia e delle altre figure apicali equivalenti che si sono succedute nel corso della storia.

## Regno d'Italia (1805-1814)
Podestà nominati per decreto reale
| Periodo       | Periodo      | Primo cittadino           | Partito | Carica       | Note        |
| ------------- | ------------ | ------------------------- | ------- | ------------ | ----------- |
| novembre 1807 | gennaio 1808 | Gaetano Maggi di Gradella |         | Podestà      | [ 1 ]       |
| gennaio 1808  | maggio 1808  | Tommaso Balucanti         |         | Vice-Podestà |             |
| maggio 1808   | luglio 1813  | Tommaso Balucanti         |         | Podestà      | [ 2 ]       |
| luglio 1813   | giugno 1816  | Pietro Ducco              |         | Podestà      | [ 3 ] [ 4 ] |

## Regno Lombardo-Veneto (1815-1859)
Podestà nominati per decreto imperiale
| Periodo | Periodo | Primo cittadino                    | Partito | Carica      | Note  |
| ------- | ------- | ---------------------------------- | ------- | ----------- | ----- |
| 1816    | 1819    | conte Francesco Maggi di Gradella  |         | Podestà     | [ 5 ] |
| 1819    | 1825    | Roberto Corniani                   |         | Podestà     |       |
| 1825    | 1829    | conte Giovanni Calini              |         | Podestà     |       |
| 1829    | 1838    | conte Bartolomeo Fenaroli Avogadro |         | Podestà     |       |
| 1838    | 1847    | Faustino Feroldi                   |         | Podestà     |       |
| 1847    | 1849    | Angelo Averoldi                    |         | Podestà     |       |
| 1849    | 1855    | conte Luigi Maggi                  |         | Podestà     |       |
| 1855    | 1856    | Alessandro Pirlo                   |         | Pro-podestà |       |
| 1856    | 1859    | Angelo Averoldi                    |         | Podestà     |       |

Reggenti sabaudi
| Periodo        | Periodo        | Primo cittadino    | Partito | Carica            | Note |
| -------------- | -------------- | ------------------ | ------- | ----------------- | ---- |
| 11 giugno 1859 | 17 giugno 1859 | Bernardino Bianchi |         | Commissario regio |      |
| 17 giugno 1859 | gennaio 1860   | Diogene Valotti    | Destra  | Prosindaco        |      |

## Regno d'Italia (1860-1946)
Sindaci nominati dal governo (1860-1889)
| Periodo        | Periodo        | Primo cittadino            | Partito  | Carica            | Note |
| -------------- | -------------- | -------------------------- | -------- | ----------------- | ---- |
| gennaio 1860   | aprile 1860    | Tartarino Caprioli         | Destra   | Sindaco           |      |
| aprile 1860    | marzo 1861     | Nicola Zoppola             | Destra   | facente funzioni  |      |
| marzo 1861     | luglio 1862    | Diogene Valotti            | Destra   | Sindaco           |      |
| luglio 1862    | gennaio 1863   | Paolo Baruchelli           | Destra   | facente funzioni  |      |
| gennaio 1863   | marzo 1863     | Giovan Battista Formentini | Destra   | facente funzioni  |      |
| marzo 1863     | marzo 1867     | Gaetano Facchi             | Destra   | Sindaco           |      |
| marzo 1867     | novembre 1872  | Giovan Battista Formentini | Destra   | Sindaco           |      |
| novembre 1872  | dicembre 1874  | Giuseppe Salvadego         | Destra   | Sindaco           |      |
| dicembre 1874  | febbraio 1880  | Giovan Battista Formentini | Destra   | Sindaco           |      |
| febbraio 1880  | settembre 1880 | Giuseppe Bonardi           | Sinistra | facente funzioni  |      |
| settembre 1880 | dicembre 1882  | Antonio Barbieri           | Sinistra | Sindaco           |      |
| dicembre 1882  | luglio 1883    | Arturo Finadri             | Sinistra | facente funzioni  |      |
| agosto 1883    | settembre 1883 | Teodoro Pertusati          | Sinistra | facente funzioni  |      |
| settembre 1883 | settembre 1884 | Giuseppe Bonardi           | Sinistra | Sindaco           |      |
| settembre 1884 | settembre 1884 | Paolo Riccardi             | Sinistra | facente funzioni  |      |
| settembre 1884 | maggio 1885    | Francesco Caprioli         | Destra   | facente funzioni  |      |
| maggio 1885    | luglio 1885    | Angelo Tasca               |          | Commissario regio |      |
| luglio 1885    | novembre 1889  | Giuseppe Bonardi           | Sinistra | Sindaco           |      |

Sindaci eletti dal Consiglio comunale (1889-1926)
| Periodo          | Periodo          | Primo cittadino           | Partito                   | Carica                  | Note |
| ---------------- | ---------------- | ------------------------- | ------------------------- | ----------------------- | ---- |
| 18 novembre 1889 | 11 maggio 1895   | Giuseppe Bonardi          | Sinistra                  | Sindaco                 |      |
| 11 maggio 1895   | 12 maggio 1898   | Francesco Bettoni Cazzago | Alleanza clerico-moderata | Sindaco                 |      |
| 12 maggio 1898   | 9 agosto 1898    | Giovanni Gottardi         | Alleanza clerico-moderata | Assessore anziano       |      |
| 9 agosto 1898    | 23 luglio 1902   | Carlo Fisogni             | Alleanza clerico-moderata | Sindaco                 |      |
| 23 luglio 1902   | 18 agosto 1902   | Vittorio Ballauri         |                           | Commissario regio       |      |
| 18 agosto 1902   | 17 dicembre 1904 | Federico Bettoni Cazzago  | Blocco popolare           | Sindaco                 |      |
| 17 dicembre 1904 | 9 marzo 1905     | Nunzio Vitelli            |                           | Commissario regio       |      |
| 9 marzo 1905     | 3 settembre 1906 | Vincenzo Bettoni Cazzago  | Alleanza clerico-moderata | Sindaco                 |      |
| 3 settembre 1906 | 1º dicembre 1906 | Enrico Cerboni            |                           | Commissario regio       |      |
| 1º dicembre 1906 | 26 ottobre 1912  | Girolamo Orefici          | Blocco popolare           | Sindaco                 |      |
| 26 ottobre 1912  | 12 luglio 1914   | Paolo Cuzzetti            | Blocco popolare           | Prosindaco              |      |
| 12 luglio 1914   | 9 marzo 1915     | Giuseppe Ajroldi          |                           | Commissario regio       |      |
| 9 marzo 1915     | 17 luglio 1919   | Dominatore Mainetti       | Alleanza clerico-moderata | Sindaco                 |      |
| 17 luglio 1919   | 19 novembre 1920 | Arturo Reggio             | Alleanza clerico-moderata | Prosindaco              |      |
| 19 novembre 1920 | 30 marzo 1923    | Luigi Gadola              | Indipendente              | Sindaco                 |      |
| 30 marzo 1923    | 17 luglio 1924   | Antonio Zanon             |                           | Commissario prefettizio |      |
| 17 luglio 1924   | marzo 1925       | Vittorio Buti             |                           | Commissario prefettizio |      |
| marzo 1925       | 7 marzo 1926     | Salvatore Portelli        |                           | Commissario prefettizio |      |
| 7 marzo 1926     | 18 marzo 1926    | Antonio Amorth            |                           | Commissario prefettizio |      |
| 18 marzo 1926    | 16 dicembre 1926 | Pietro Calzoni            |                           | Commissario prefettizio |      |

Podestà nominati dal governo (1926-1943)
| Periodo          | Periodo         | Primo cittadino     | Partito | Carica                  | Note |
| ---------------- | --------------- | ------------------- | ------- | ----------------------- | ---- |
| 16 dicembre 1926 | 1º gennaio 1933 | Pietro Calzoni      | PNF     | Podestà                 |      |
| 1º gennaio 1933  | 26 marzo 1933   | Osvaldo Bolis       | PNF     | Commissario prefettizio |      |
| 26 marzo 1933    | marzo 1937      | Fausto Lechi        | PNF     | Podestà                 |      |
| marzo 1937       | settembre 1937  | Renato Pascucci     | PNF     | Commissario prefettizio |      |
| settembre 1937   | aprile 1941     | Pietro Bersi        | PNF     | Podestà                 |      |
| aprile 1941      | settembre 1941  | Giuseppe Cacciatore | PNF     | Vicepodestà             |      |
| settembre 1941   | febbraio 1943   | Pietro Bersi        | PNF     | Podestà                 |      |
| febbraio 1943    | luglio 1943     | Innocente Dugnani   | PNF     | Podestà                 |      |
| luglio 1943      | agosto 1943     | Giuseppe Cacciatore | PNF     | Vicepodestà             |      |
| agosto 1943      | settembre 1943  | Osvaldo Bolis       | PNF     | Commissario prefettizio |      |
| settembre 1943   | 20 maggio 1944  | Innocente Dugnani   | PFR     | Podestà                 |      |
| 20 maggio 1944   | 25 aprile 1945  | Ruggero Friggeri    | PFR     | Podestà                 |      |

Sindaci nominati dal Comitato di Liberazione Nazionale (1945-1946)
| Periodo        | Periodo        | Primo cittadino     | Partito | Carica                  | Note |
| -------------- | -------------- | ------------------- | ------- | ----------------------- | ---- |
| 26 aprile 1945 | 1º maggio 1945 | Luigi Deretti       |         | Commissario prefettizio |      |
| 1º maggio 1945 | 30 aprile 1946 | Guglielmo Ghislandi | PSI     | Sindaco                 |      |

## Repubblica italiana (dal 1946)
| Sindaci eletti dal Consiglio comunale (1946-1994)    | Sindaci eletti dal Consiglio comunale (1946-1994) | Sindaci eletti dal Consiglio comunale (1946-1994) | Sindaci eletti dal Consiglio comunale (1946-1994) | Sindaci eletti dal Consiglio comunale (1946-1994) | Sindaci eletti dal Consiglio comunale (1946-1994) | Sindaci eletti dal Consiglio comunale (1946-1994) | Sindaci eletti dal Consiglio comunale (1946-1994) | Sindaci eletti dal Consiglio comunale (1946-1994) |
| Nominativo                                           | Nominativo                                        | Partito                                           | Partito                                           | Giunta                                            | Giunta                                            | Mandato                                           | Mandato                                           | Elezione                                          |
| Nominativo                                           | Nominativo                                        | Partito                                           | Partito                                           | Giunta                                            | Giunta                                            | Inizio                                            | Fine                                              | Elezione                                          |
| ---------------------------------------------------- | ------------------------------------------------- | ------------------------------------------------- | ------------------------------------------------- | ------------------------------------------------- | ------------------------------------------------- | ------------------------------------------------- | ------------------------------------------------- | ------------------------------------------------- |
|                                                      | Guglielmo Ghislandi                               |                                                   | Partito Socialista Italiano                       |                                                   | CLN                                               | 30 aprile 1945                                    | 16 giugno 1948                                    | Elezione 1946                                     |
|                                                      | Bruno Boni                                        |                                                   | Democrazia Cristiana                              |                                                   | DC-PSI-PCI                                        | 16 giugno 1948                                    | 11 luglio 1949                                    | Elezione 1946                                     |
|                                                      | Bruno Boni                                        | DC-PLI-PSDI                                       | Democrazia Cristiana                              | 11 luglio 1949                                    | 18 giugno 1951                                    |                                                   |                                                   | Elezione 1946                                     |
| 18 giugno 1951                                       | Bruno Boni                                        | DC-PLI-PSDI                                       | Democrazia Cristiana                              | 18 giugno 1956                                    | Elezione 1951                                     |                                                   |                                                   |                                                   |
| 18 giugno 1956                                       | Bruno Boni                                        | DC-PLI-PSDI                                       | Democrazia Cristiana                              | 10 dicembre 1960                                  | Elezione 1956                                     |                                                   |                                                   |                                                   |
| 10 dicembre 1960                                     | Bruno Boni                                        | DC-PLI-PSDI                                       | Democrazia Cristiana                              | 22 dicembre 1964                                  | Elezione 1960                                     |                                                   |                                                   |                                                   |
|                                                      | Bruno Boni                                        | DC-PSI-PSDI                                       | Democrazia Cristiana                              | 22 dicembre 1964                                  | 29 luglio 1970                                    | Elezione 1964                                     |                                                   |                                                   |
| 29 luglio 1970                                       | Bruno Boni                                        | DC-PSI-PSDI                                       | Democrazia Cristiana                              | 15 maggio 1975                                    | Elezione 1970                                     |                                                   |                                                   |                                                   |
|                                                      | Cesare Trebeschi                                  |                                                   | Democrazia Cristiana                              |                                                   | DC-PSI-PSDI-PRI                                   | 28 luglio 1975                                    | 20 ottobre 1980                                   | Elezione 1975                                     |
| 20 ottobre 1980                                      | Cesare Trebeschi                                  | 14 ottobre 1985                                   | Democrazia Cristiana                              | Elezione 1980                                     | DC-PSI-PSDI-PRI                                   |                                                   |                                                   |                                                   |
|                                                      | Pietro Padula                                     |                                                   | Democrazia Cristiana                              |                                                   | DC-PSI-PRI-PSDI-PLI                               | 14 ottobre 1985                                   | 12 agosto 1990                                    | Elezione 1985                                     |
|                                                      | Gianni Boninsegna                                 |                                                   | Democrazia Cristiana                              | 12 agosto 1990                                    | DC-PSI-PRI-PSDI-PLI                               | 15 settembre 1991                                 | Elezione 1990                                     |                                                   |
|                                                      | Goffredo Sottile (commissario prefettizio)        | –                                                 | –                                                 | –                                                 | –                                                 | 15 settembre 1991                                 | 27 gennaio 1992                                   | –                                                 |
|                                                      | Gianni Panella                                    |                                                   | Partito Socialista Italiano                       |                                                   | DC-PSI-PLI                                        | 27 gennaio 1992                                   | 27 settembre 1992                                 | Elezione 1991                                     |
|                                                      | Paolo Corsini                                     |                                                   | Partito Democratico della Sinistra                |                                                   | DC-PDS-PSI-FdV                                    | 27 settembre 1992                                 | 13 giugno 1994                                    | Elezione 1991                                     |
|                                                      | Roberto Frassinet (commissario prefettizio)       | –                                                 | –                                                 | –                                                 | –                                                 | 13 giugno 1994                                    | 25 luglio 1994                                    | –                                                 |
|                                                      | Romano Fusco (commissario prefettizio)            | –                                                 | –                                                 | –                                                 | –                                                 | 25 luglio 1994                                    | 5 dicembre 1994                                   | –                                                 |
| Sindaci eletti direttamente dai cittadini (dal 1994) |                                                   |                                                   |                                                   |                                                   |                                                   |                                                   |                                                   |                                                   |
| Nominativo                                           | Nominativo                                        | Partito                                           | Partito                                           | Coalizione                                        | Coalizione                                        | Mandato                                           | Mandato                                           | Elezione                                          |
| Nominativo                                           | Nominativo                                        | Partito                                           | Partito                                           | Coalizione                                        | Coalizione                                        | Inizio                                            | Fine                                              | Elezione                                          |
|                                                      | Mino Martinazzoli                                 |                                                   | Partito Popolare Italiano                         |                                                   | PDS-PPI                                           | 5 dicembre 1994                                   | 14 dicembre 1998                                  | Elezione 1994                                     |
|                                                      | Paolo Corsini                                     |                                                   | Democratici di Sinistra                           |                                                   | DS-PPI-SDI-FdV                                    | 14 dicembre 1998                                  | 10 giugno 2003                                    | Elezione 1998                                     |
|                                                      | Paolo Corsini                                     | DS-DL-SDI-FdV-L. civiche                          | Democratici di Sinistra                           | 10 giugno 2003                                    | 8 marzo 2008                                      | Elezione 2003                                     |                                                   |                                                   |
|                                                      | Luigi Gaffurini (vicesindaco f.f.)                | DS-DL-SDI-FdV-L. civiche                          |                                                   | La Margherita                                     | 8 marzo 2008                                      | Elezione 2003                                     | 17 aprile 2008                                    |                                                   |
|                                                      | Adriano Paroli                                    |                                                   | Il Popolo della Libertà                           |                                                   | PdL-LN-UDC                                        | 17 aprile 2008                                    | 12 giugno 2013                                    | Elezione 2008                                     |
|                                                      | Emilio Del Bono                                   |                                                   | Partito Democratico                               |                                                   | PD-SEL-L. civiche                                 | 12 giugno 2013                                    | 14 giugno 2018                                    | Elezione 2013                                     |
|                                                      | Emilio Del Bono                                   | PD-SI-L. civiche                                  | Partito Democratico                               | 14 giugno 2018                                    | 31 marzo 2023                                     | Elezione 2018                                     |                                                   |                                                   |
|                                                      | Laura Castelletti (vicesindaca f.f.)              | PD-SI-L. civiche                                  |                                                   | Indipendente                                      | 31 marzo 2023                                     | Elezione 2018                                     | 20 maggio 2023                                    |                                                   |
| Laura Castelletti                                    |                                                   | PD-Az-IV-EV-SI-L. civiche                         | 20 maggio 2023                                    | Indipendente                                      | in carica                                         | Elezione 2023                                     |                                                   |                                                   |